# Rajki Béla
Rajki Béla (szül. Reich Béla, Budapest, 1909. február 2. – Budapest, 2000. július 20.) magyar úszó, vízilabdázó, mesteredző, sportvezető.

## Sportpályafutása
Zsidó családban született. 1925-ben kezdett úszni a Nemzeti SC csapatánál, majd áttért a vízilabdára. Később a BSzKRt SE vízilabdázója volt, ahol 1929-ben már edzőként is dolgozott. 1936-ban a BSzKRt SE (ma: BKV Előre) vezetőedzőjévé nevezték ki, majd szakosztályvezetővé és uszodaigazgatóvá is. 1945-ben a klub ügyvezető alelnöki tisztét töltötte be, majd 1946-ban a magyar úszóválogatott szövetségi kapitányává nevezték ki. 1948-ban a Nemzeti Sportuszoda igazgatójává, 1950-ben a magyar vízilabda-válogatott szövetségi kapitányává is kinevezték. Vezetésével nyerte meg a vízilabda-válogatott az 1952-es helsinki olimpiai tornát. 1954-ben mindhárom helyéről távozott. Két évvel később újra a vízilabda-válogatottat edzette, a csapattal sikeresen megvédte olimpiai címét a melbourne-i tornán. 1958-ban tanítványa, Lemhényi Dezső váltotta a poszton. Hosszabb szünet után 1969-ben vette át újból a csapatot, amivel Münchenben ezüstérmet szerzett. Segítői két korábbi tanítványa, Gyarmati Dezső és Kárpáti György voltak. A müncheni olimpia után fejezte be edzői pályafutását. Edzősége alatt két Európa-bajnokságot is nyert a válogatottal.

## Sportvezetői pályafutása
A Nemzeti Sportuszoda igazgatóságán túl több hazai és nemzetközi sportszervezetben vállalt szerepet. 1954-ben az Európai Úszó Liga (LEN) alelnökévé, majd 1958-ban annak elnökévé választották, mely posztját 1962-ig töltött be. 1958-ban és 1960-ban a Magyar Testnevelési és Sport Tanács (MTST) tagjának nevezték ki. Emellett 1960-ban a Nemzetközi Úszószövetség (FINA) alelnökévé választották, 1961-ben pedig a FINA vízilabda-szabályalkotó testületének elnöke is lett. Hároméves tevékenysége során megalapozta a modern vízilabdasport versenyszabályait. Vezetői tevékenységén kívül több úszással és vízilabdával kapcsolatos oktatófilmet és szakkönyvet készített.

## Művei
- A versenyúszás technikája (1955)
- Vízilabdajáték (1958)
- Úszástanítás, úszástanulás (1978)
- Korszerű vízilabdázás (Gallov Rezsővel, 1985)
- A vízilabda-szabályok anatómiája (1985)

## Díjai, elismerései
- Magyar Köztársasági Sportérdemérem ezüst fokozat (1949)[9]
- Magyar Népköztársasági Sportérdemérem ezüst fokozat (1951)[10]
- Sport Érdemérem arany fokozat (1955)[11]
- Magyar Örökség díj (1998)